# Droga krajowa B38 (Niemcy)
Droga krajowa 38 (niem. Bundesstraße 38, B 38) – niemiecka droga krajowa przebiegająca  na osi północny wschód południowy zachód od skrzyżowania z drogą B26 na obwodnicy Roßdorf w Hesji przez Mannheim, Ludwigshafen am Rhein, Landau in der Pfalz do granicy z Francją koło Schweigen-Rechtenbach w Nadrenii-Palatynacie.
Droga krajowa 38a (niem. Bundesstraße 38a, B 38a) przebiega w całości po terenie miasta Mannheim i stanowi północną i wschodnią obwodnicę śródmiejską miasta. Droga ma ok. 8 km długości.

## Miejscowości leżące przy B38

### Hesja
Roßdorf, Spachbrücken, Reinheim, Groß-Bieberau, Brensbach, Fränkisch-Crumbach, Gersprenz, Kirch-Beerfurth, Reichelsheim (Odenwald), Fürth, Rimbach, Mörlenbach, Birkenau, Viernheim.

### Badenia-Wirtembergia
Weinheim, Mannheim.

### Nadrenia-Palatynat
Ludwigshafen am Rhein, Neustadt an der Weinstraße, Landau in der Pfalz, Impflingen, Ingenheim, Niederhorbach, Bad Bergzabern, Oberottenbach, Schweigen-Rechtenbach.

## Historia
Droga była rozbudowywana i utwardzana od 1766 r. Początkowo pomiędzy Mannheimem a Neustadt, a od 1840 r. między Weinheimem i Fürthem.